# Siłownie wodne we Wrocławiu

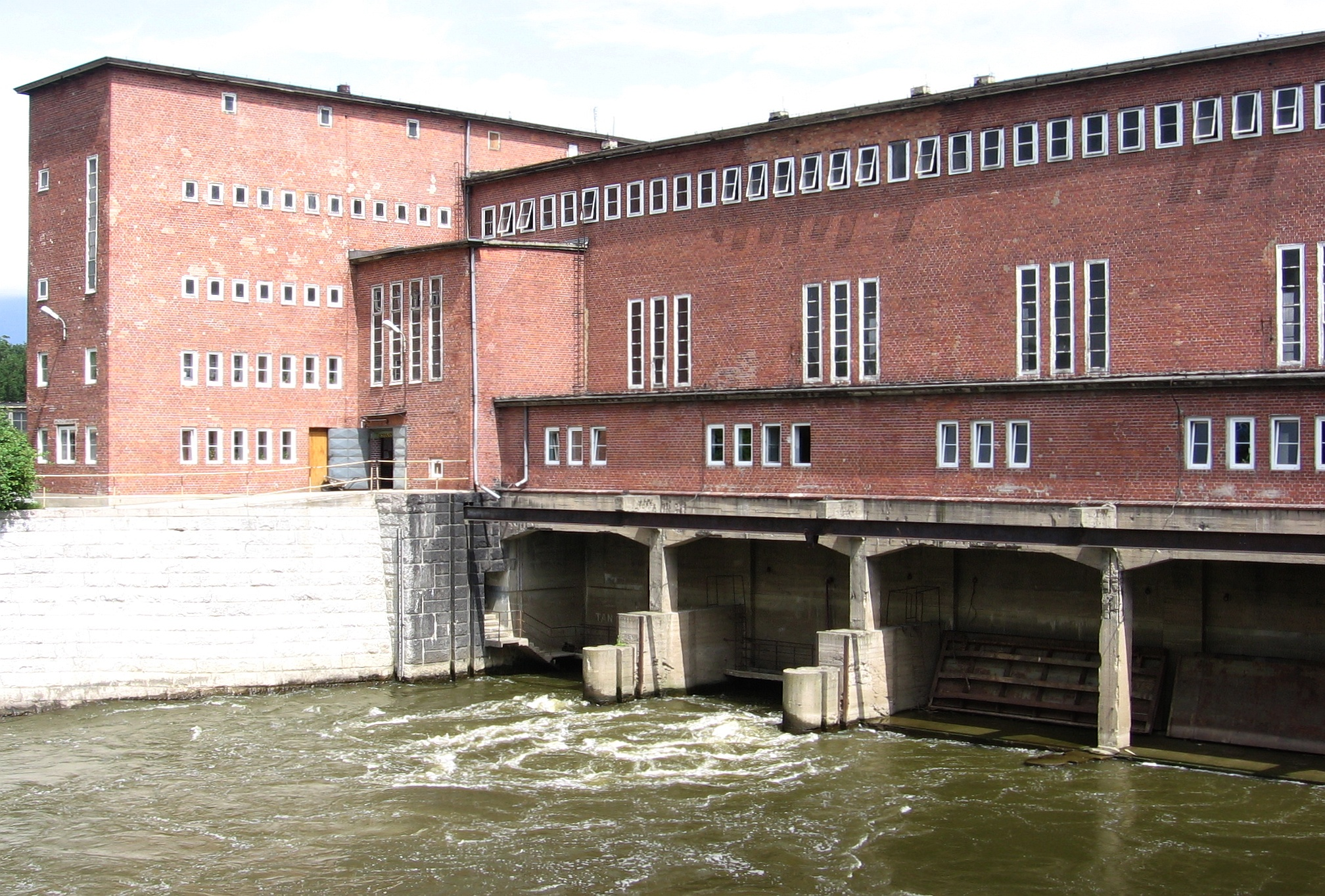
Elektrownia Południowa we Wrocławiu

Liczne rzeki, w tym największa z nich Odra, przepływające przez miasto Wrocław oraz liczne inwestycje w zakresie hydrotechniki prowadzone przez cały okres historii miasta, wykreowały jeden z większych w Polsce węzeł wodny – Wrocławski Węzeł Wodny. Od początku jego istnienia jednym z jego elementów były siłownie wodne we Wrocławiu wykorzystujące energię wody. 
Początkowo były to młyny wodne i inne siłownie wodne dla zlokalizowanych nad brzegami rzek zakładów, takich jak tartaki, folusze, kuźnie czy pompownie. W czasach współczesnych siłownie te były stopniowo likwidowane, lub część z nich została zniszczona podczas działań wojennych i nieodbudowana. W ich miejsce powstały siłownie ukierunkowane na produkcję energii elektrycznej – elektrownie wodne. 
Ze względu na ograniczone możliwości związane z niewielkimi spadami występującymi na stopniach wodnych we Wrocławiu oraz brak możliwości budowy zbiorników na zurbanizowanym i równinnym terenie, powstałe na obszarze miasta elektrownie wodne, to małe elektrownie wodne, przepływowe.

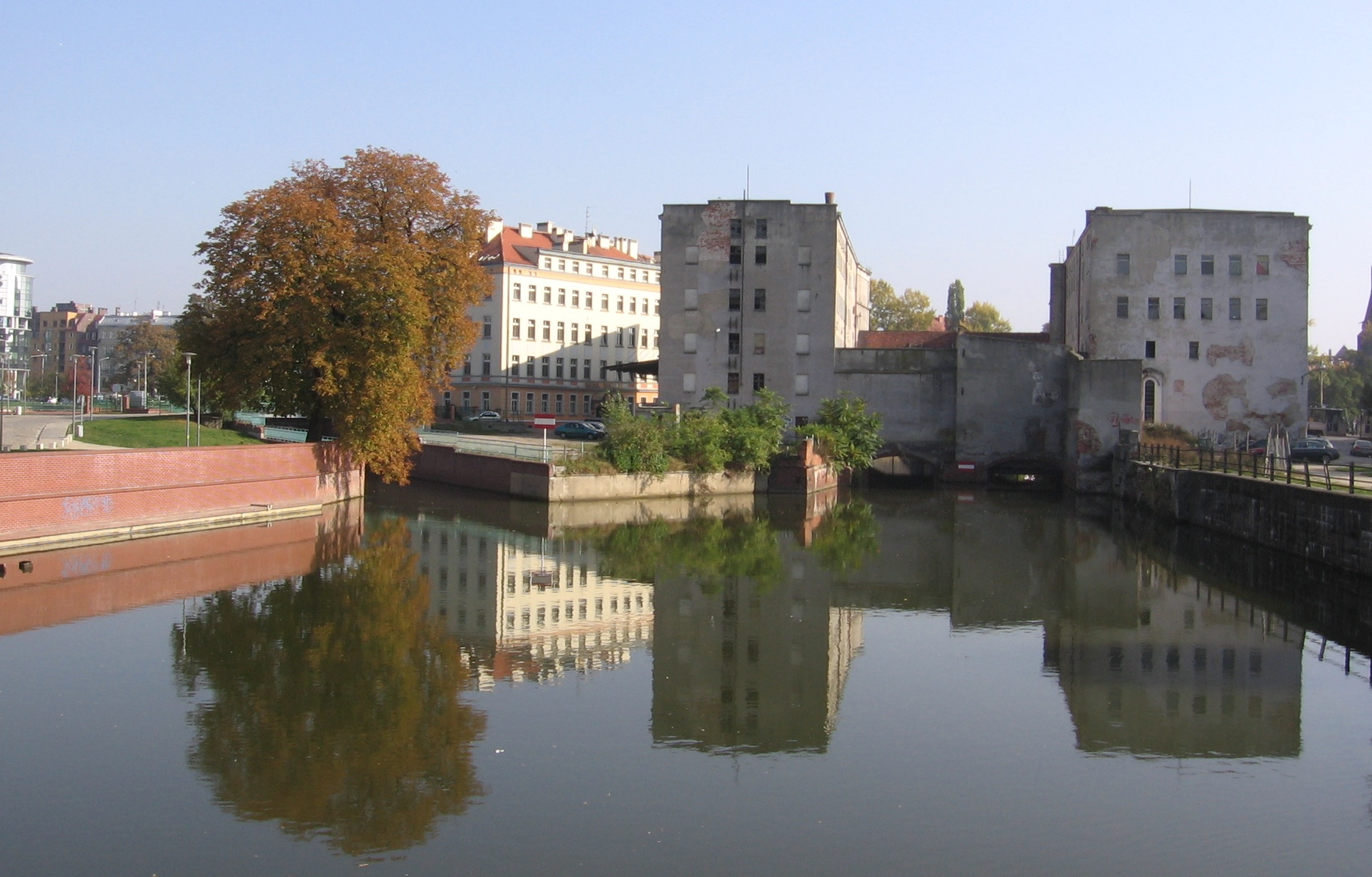
Młyny Maria i Feniks

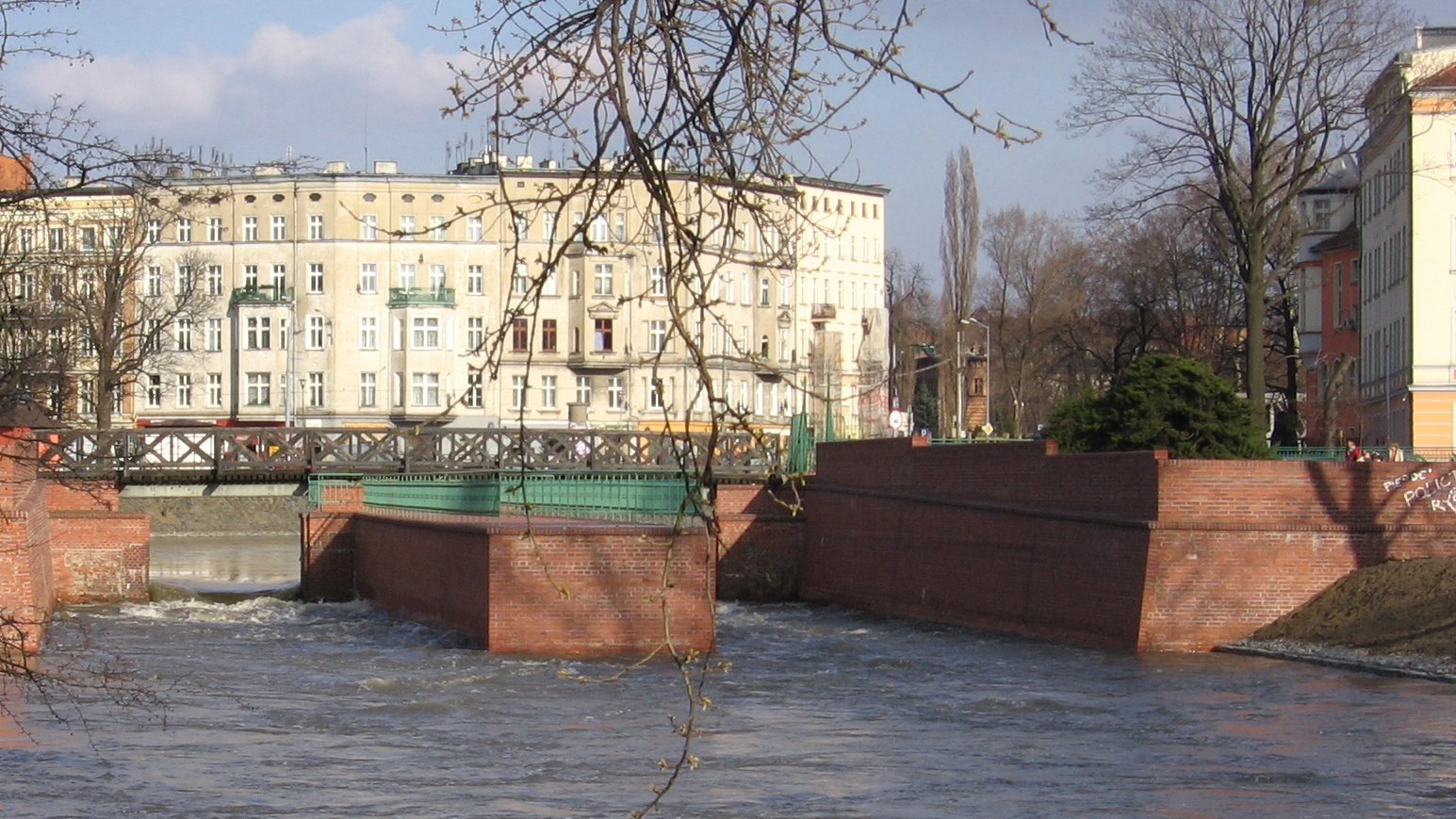
Rynny robocze Młynów Klary

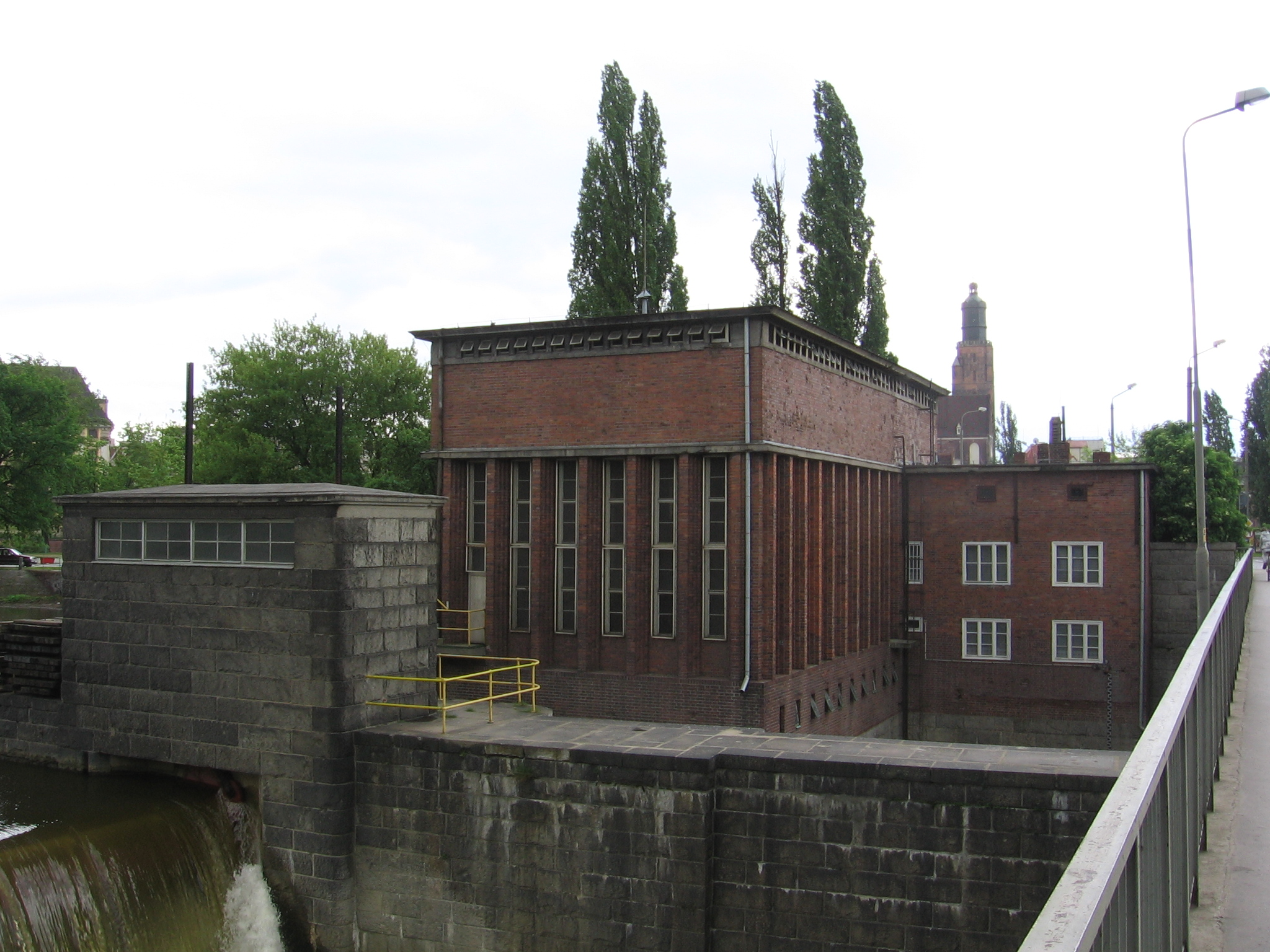
Elektrownia Wodna Wrocław II (Północna)

## Historyczne siłownie wodne we Wrocławiu
Budowa siłowni wodnych na potrzeb różnych zakładów prowadzona była we Wrocławiu od najwcześniejszych wieków istnienia miasta. Były to przede wszystkim młyny wodne. 
Poniżej przedstawione jest zestawienie, choć z pewnością niepełne, siłowni co do których istnienia dostępne są historyczne źródła.
| siłownia             | inne nazwy                      | rzeka, ramię       | data budowy           | data zamknięcia            | rodzaj                                                   |
| -------------------- | ------------------------------- | ------------------ | --------------------- | -------------------------- | -------------------------------------------------------- |
| Młyn Maria           |                                 | Kanał Młyna Maria  | 1267 (1793)           | do lat 60. XX w.           | młyn wodny                                               |
| Młyn Feniks          |                                 | Kanał Młyna Maria  | 1333                  | do lat 60. XX w.           | młyn wodny                                               |
| Młyny Klary          | Młyn Arnold (1242) Claren Mühle | Upust Klary        | 1242, 1275 1268, 1304 | 1974 (wyburzenie budynków) | młyn wodny                                               |
| młyny św. Macieja    |                                 | Kanał Jazu Macieja | 1254                  | 1876                       | młyn wodny obecnie zdemontowane przęsło Jazu św. Macieja |
| Młyn Pomorski        | Werdermühle                     | Odra Północna      |                       | 1922                       | młyn wodny obecnie Elektrownia Wodna Wrocław II          |
| Stary Wodociąg       | Wielki Wodociąg                 | Odra Południowa    | 1387                  | 1924                       | ujęcie wody                                              |
| wodociąg Św. Macieja | Nowy Wodociąg                   | Odra Południowa    | 1539                  |                            | ujęcie wody                                              |
| Młyn Średni          |                                 | Odra Południowa    |                       | 1921                       | młyn wodny obecnie Elektrownia Wodna Wrocław I           |
| Młyn Przedni         |                                 | Odra Południowa    |                       | 1921                       | młyn wodny obecnie Elektrownia Wodna Wrocław I           |
| Młyn Nowy            | Neu - Mühle                     | Odra Południowa    |                       | 1921                       | młyn wodny obecnie Elektrownia Wodna Wrocław I           |
| Młyn na Kępie        |                                 | Odra Północna      |                       | 1916                       | młyn wodny                                               |
| Młyn Leśnica         | Mühle Deutsch Lissa             | Bystrzyca          | 1932                  | lata 70. XX wieku          | pozostał budynek – inne przeznaczenie                    |

## Elektrownie wodne we Wrocławiu
Część elektrowni wodnych we Wrocławiu powstała w miejscach, w których wcześniej istniały inne siłownie wodne, następnie wyburzone. Ze względu na niewielkie moce instalowane – co jest wynikiem warunków na ciekach we Wrocławskiem Węźle Wodnym – część z elektrowni została wyłączona z eksploatacji.
| elektrownia wodna                                       | rzeka, ramię    | lokalizacja           | data budowy | data zamknięcia   | moc instalowana |
| ------------------------------------------------------- | --------------- | --------------------- | ----------- | ----------------- | --------------- |
| Elektrownia Wodna Wrocław I                             | Odra Południowa | 252,45 km Odry        | 1924        |                   | 2400 kW         |
| Elektrownia Wodna Wrocław II                            | Odra Północna   | 1,2 km Odry Północnej | 1925        |                   | 1000 kW         |
| Elektrownia Wodna Marszowice                            | Bystrzyca       |                       | 1921        |                   | 385 kW          |
| Elektrownia Wodna Stabłowice                            | Bystrzyca       |                       | 1924        | pod koniec lat 70 | 113 kW          |
| Prywatna elektrownia wodna im. Stanisława Sobolewskiego | Ślęza           |                       |             |                   |                 |